# Parc de l'installateur
Le parc de l'installateur (en finnois : Asentajanpuisto), est un parc situe dans le parc d'affaires d'Herttoniemi à Helsinki en Finlande.

## Description
Le parc longiligne est entouré des rues Laivalahdenkatu, Puusepänkatu, Mekaanikonkatu et Asentajankatu.
Les parcs Asentajanpuisto et Valurinpuisto forment un alignement de parcs de 850 mètres de long dans la zone de l'ancienne voie de chemin de fer du port d'Herttoniemi.
Lorsque le port d'Herttoniemi et la voie ferrée ont été supprimés, la vision du planificateur était de créer un parc au milieu de la zone industrielle, qui améliorerait l'environnement et agirait comme un espace de vie pour la zone de travail et une voie de circulation légère.
Le parc est dans le prolongement d'Herttoniemenranta.
Diverses entreprises commerciales et industrielles sont installées dans les îlots urbains environnants.
Les zones humides et les fossés de la zone servent au drainage des eaux de la zone industrielle.
Des sculptures de grande taille ont été placées le long du couloir de circulation douce très fréquenté.
Dans le plan du parc, plusieurs places ont été réservées pour des œuvres d'art.
L'intention du concepteur était que le parcours guidé par les sculptures, qui guide l'œil, suscite l'intérêt de connaître plus en détail le parc.

## Galerie

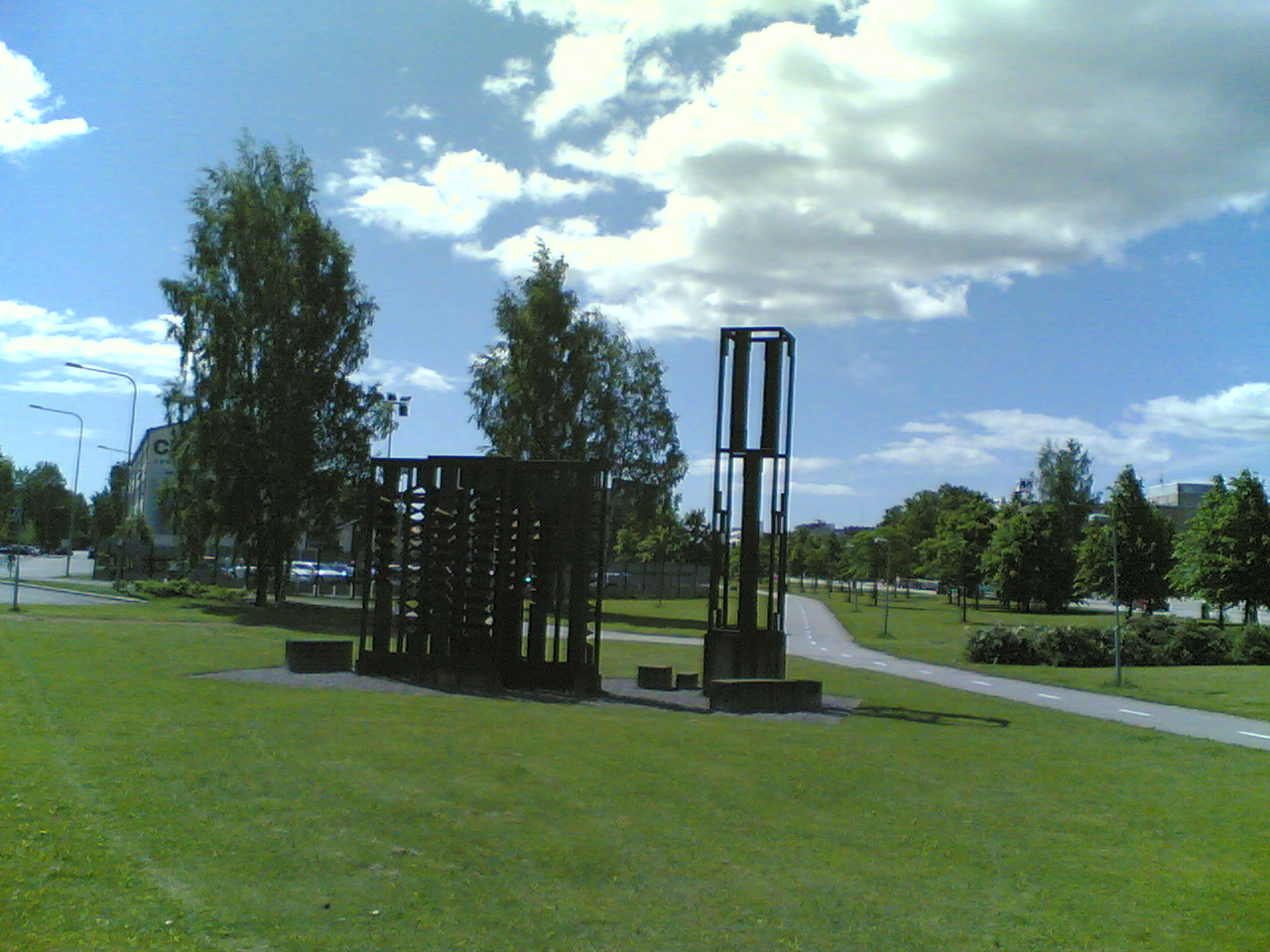
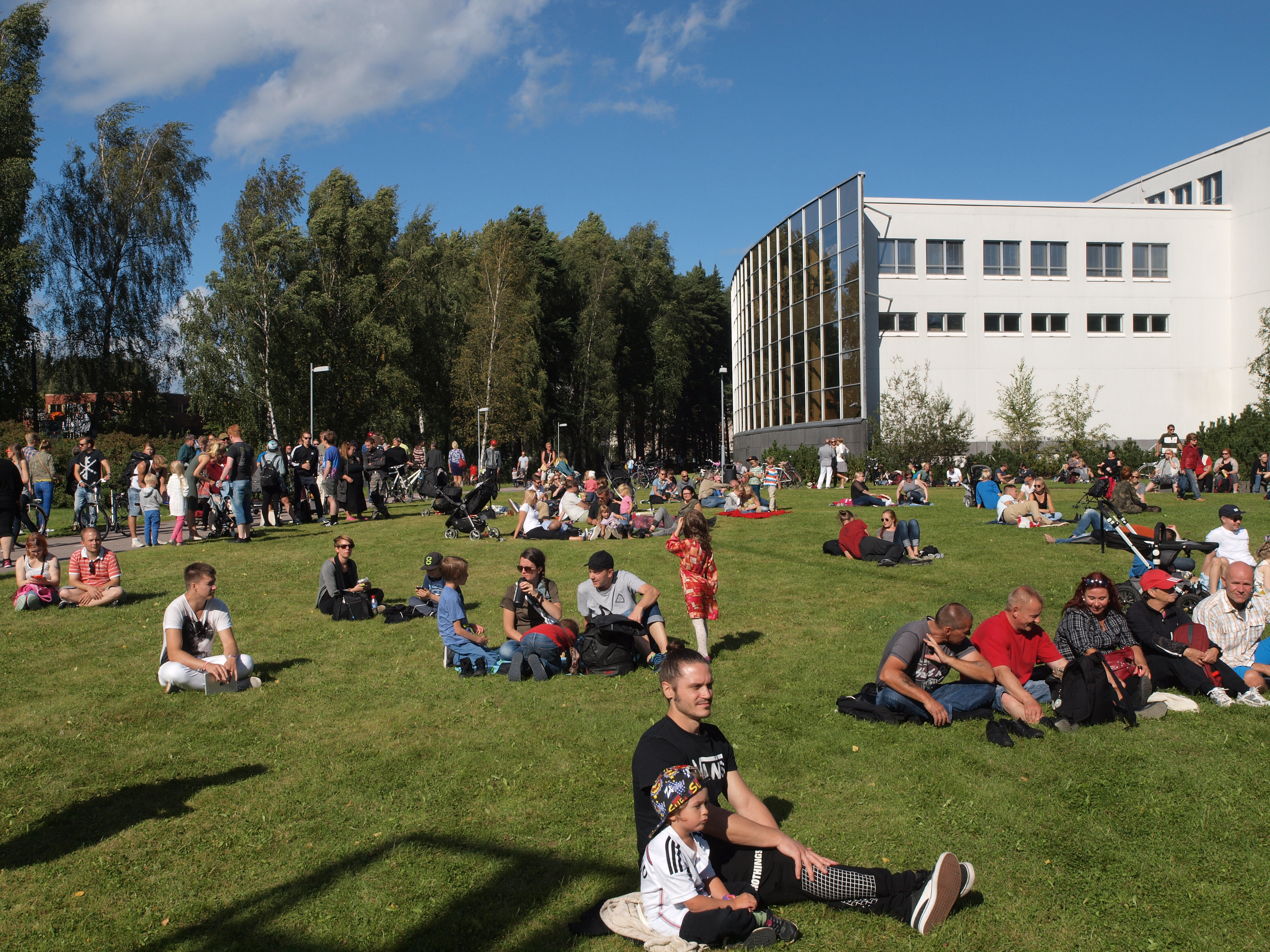
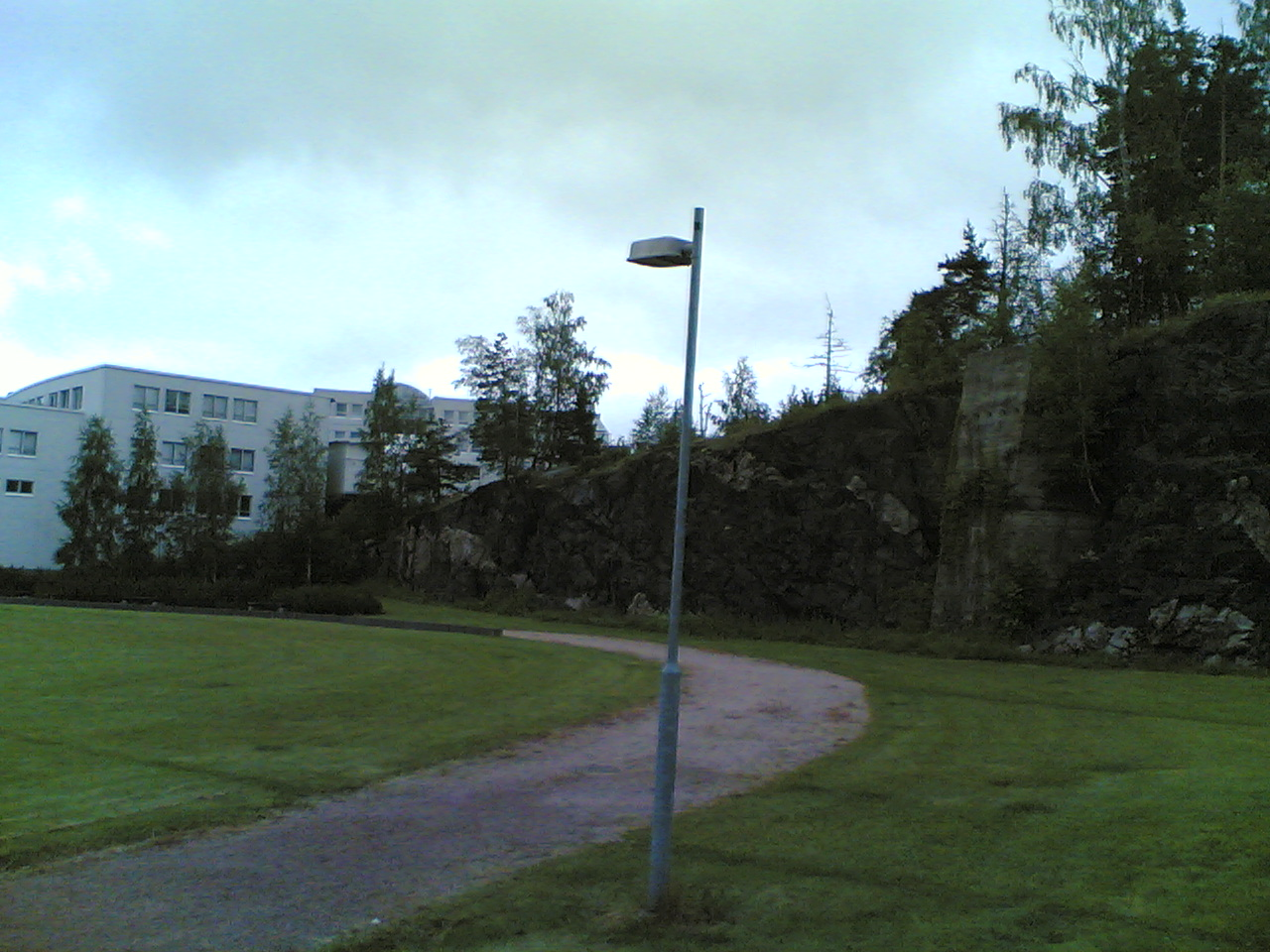
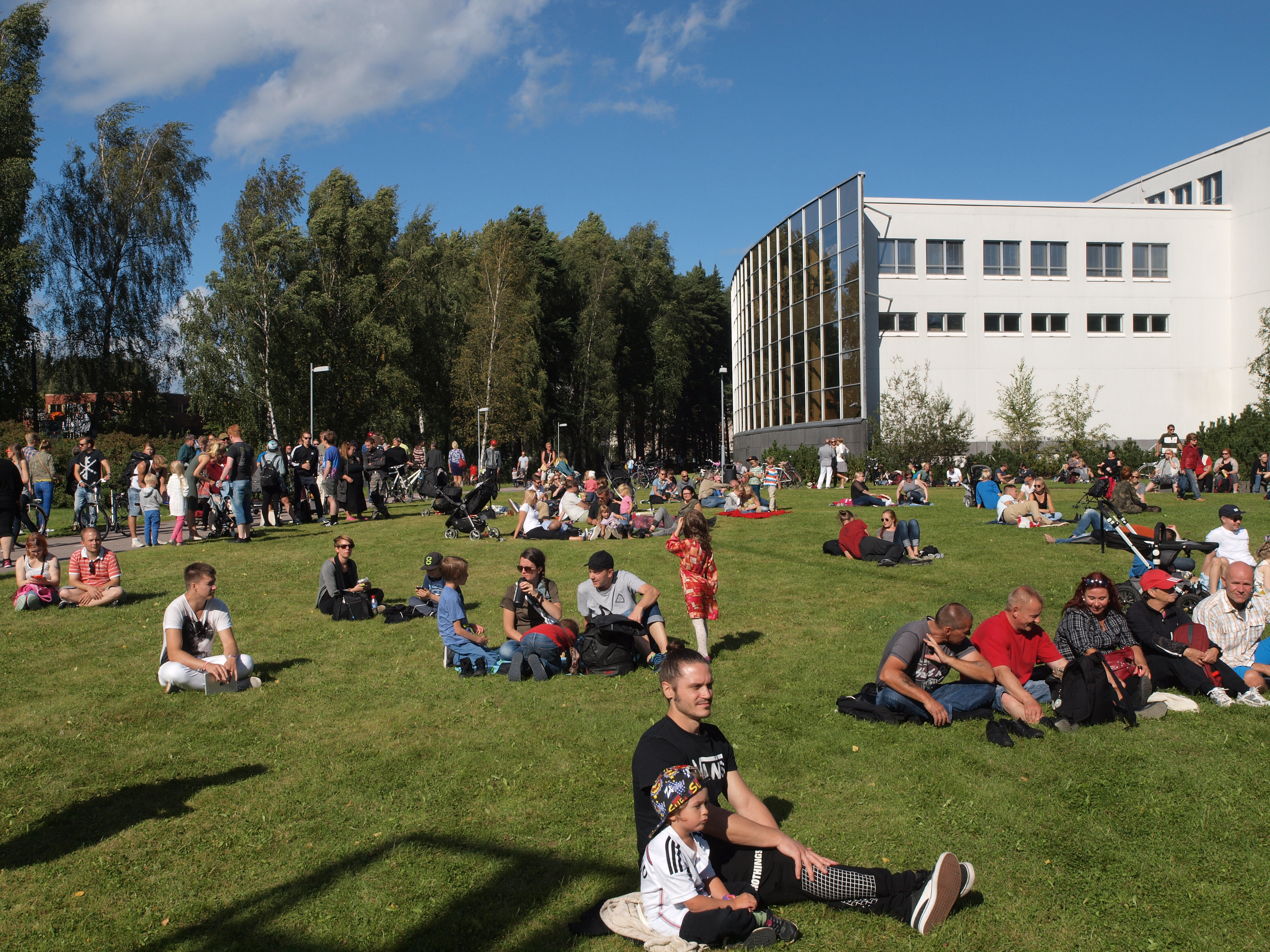